# Dupilumab
Il dupilumab è un anticorpo monoclonale che si lega alla subunità alfa del recettore per l'interleuchina 4, svolgendo una funzione inibitoria nei confronti di quest'ultima. L'anticorpo inibisce anche l'attività dell'interleuchina 13. Viene somministrato mediante iniezioni sottocutanee.
È commercializzato sotto il nome di Dupixent dalla Sanofi, che nel 2023 ha ottenuto un profitto totale di 10,7 miliardi di euro mediante la vendita del prodotto, il quale è stato somministrato a circa 800 000 persone in tutto il mondo.

## Usi

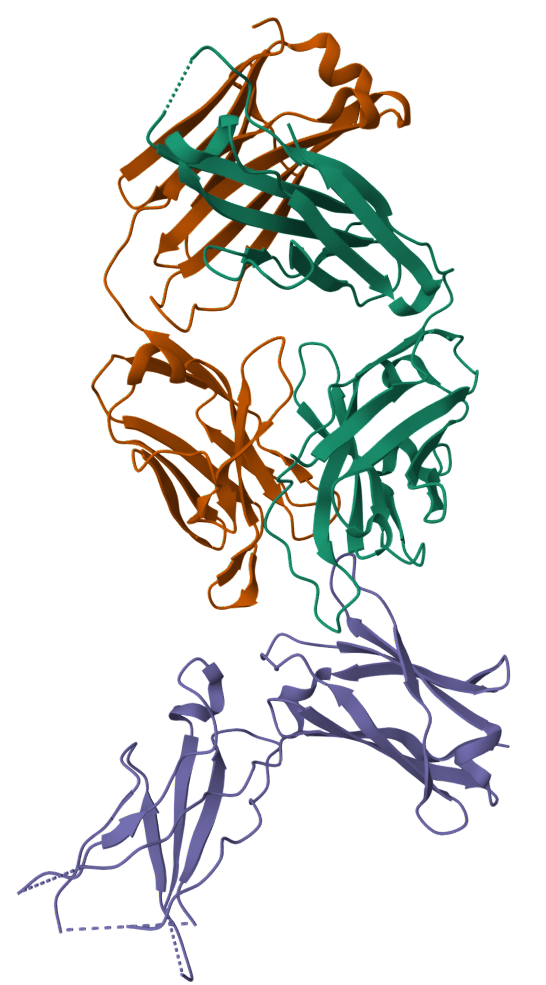
Frammenti leganti l'antigene del dupilumab (arancioni e verdi) uniti alla subunità alfa del recettore per l'interleuchina 4 (viola)

Testato in pazienti affetti adulti da asma di media o grave entità, il dupilumab ha diminuito la frequenza delle crisi asmatiche e migliorato la funzionalità respiratoria in generale; questo effetto è stato successivamente osservato anche nei bambini. L'efficacia dell'anticorpo è maggiore nei soggetti con ipereosinofilia. Nelle forme di asma trattate abitualmente con corticosteroidi, questi ultimi possono essere assunti in dosi inferiori, senza diminuire l'efficacia terapeutica, se ad essi viene affiancata la somministrazione del dupilumab.
È stato dimostrato un miglioramento dei sintomi anche nei casi di dermatite atopica trattati con il dupilumab.
In caso di sinusite cronica provocata da una poliposi nasosinusale refrattaria alle terapie convenzionali, l'anticorpo, se associato ad un corticosteroide inalato sotto forma di spray, permette una riduzione delle dimensioni dei polipi.
Nel pazienti con esofagite eosinofila, il dupilumab permette di ridurre sia la sintomatologia che le alterazioni tissutali osservabili all'esame istologico.
Nel luglio 2024 è stato consentito l'utilizzo nell'Unione europea del dupilumab nei pazienti affetti da broncopneumopatia cronica ostruttiva.